# Walter Chaffe
Walter Chaffe (nacido el 2 de abril de 1870, murió el 22 de abril de 1918) fue un atleta británico que compitió en los Juegos Olímpicos de 1908 en Londres y en los Juegos Olímpicos de Estocolmo 1912.
Chaffe ganó la medalla de bronce olímpica en el tira y afloja durante los Juegos Olímpicos de Londres 1908. Formó parte del equipo británico de la Policía Metropolitana División "K", que llegó en tercer lugar. Cuatro años más tarde, durante los Juegos Olímpicos de 1912 en Estocolmo, ayudó al equipo británico Ciudad de Policía de Londres que perdió la final ante la policía de Estocolmo.